# Kiltjärnen (Bodsjö socken, Jämtland)
Kiltjärnen är en sjö i Bergs kommun och Bräcke kommun i Jämtland och ingår i Ljungans huvudavrinningsområde. Sjön har en area på 0,227 kvadratkilometer och ligger 333,8 meter över havet. Sjön avvattnas av vattendraget Kilån.

## Delavrinningsområde
Kiltjärnen ingår i det delavrinningsområde (696433-144750) som SMHI kallar för Utloppet av Kiltjärn. Medelhöjden är 376 meter över havet och ytan är 2,77 kvadratkilometer. Räknas de 7 avrinningsområdena uppströms in blir den ackumulerade arean 65,33 kvadratkilometer. Kilån som avvattnar avrinningsområdet har biflödesordning 4, vilket innebär att vattnet flödar genom totalt 4 vattendrag innan det når havet efter 238 kilometer. Avrinningsområdet består mestadels av skog (90 procent). Avrinningsområdet har 0,23 kvadratkilometer vattenytor vilket ger det en sjöprocent på 8,2 procent.